# Басков, Владимир Сергеевич
Влади́мир Серге́евич Баско́в (26 августа (8 сентября) 1913; село Печенга Мурманско-Колонистской волости Александровского уезда Архангельской губернии — 3 апреля 1989, Петрозаводск) — Герой Советского Союза (1948), майор (1944), военный лётчик, заслуженный работник народного хозяйства Карельской АССР.

## Биография
Родился 26 августа (8 сентября) 1913 года в селе Печенга Мурманско-Колонистской волости Александровского уезда Архангельской губернии (ныне посёлок Печенга Мурманской области). Детство провёл в городах Александровск и Повенец, с 1917 года семья проживала в Петрозаводске (Карелия).
В 1927 году окончил 7 классов школы, в 1930 году — 3 курса Петрозаводского педагогического техникума. В 1930—1931 годах работал чертёжником в «Карелдортранс» в Петрозаводске, в 1931—1933 — токарем на заводе линотипов в Ленинграде. В 1933 году окончил Ленинградскую школу пилотов Осоавиахима.
Призван в РККА в октябре 1933 года. До марта 1934 года обучался в Луганской военной авиационной школе лётчиков, в декабре 1934 года окончил Одесскую военную авиационную школу лётчиков. В 1935—1939 годах — лётчик-инструктор Ворошиловградской военной авиационной школы лётчиков (город Луганск).
С июня 1939 года по октябрь 1940 года — лётчик-испытатель Научно-испытательного института ВВС. Провёл ряд испытательных работ на истребителях И-153 и И-16.
С ноября 1940 года служил в строевых частях ВВС в Орловском военном округе.
Участник Великой Отечественной войны: в июне-октябре 1941 года — заместитель командира авиаэскадрильи 170-го истребительного авиационного полка (Западный фронт). Участвовал в оборонительных боях в Белоруссии и Украине. В июле 1941 года при вынужденной посадке на повреждённом самолёте получил тяжёлые травмы головы, 22 сентября 1941 года ранен в спину осколком, 9 октября 1941 года тяжело ранен в ногу и отправлен в госпиталь.
С марта 1942 года по март 1943 года — командир авиаэскадрильи 19-го запасного авиационного полка (город Новосибирск).
В июне-августе 1943 года — командир авиаэскадрильи 518-го истребительного авиационного полка (Западный фронт). Участвовал в Орловской операции. 8 августа 1943 года при вынужденной посадке самолёта получил перелом левой ключицы и был отправлен в госпиталь.
С июня 1944 года по апрель 1945 года — командир авиаэскадрильи 291-го истребительного авиационного полка (3-й и 1-й Белорусские фронты). Участвовал в Белорусской, Висло-Одерской, Восточно-Померанской и Берлинской операциях. В конце апреля 1945 года был ранен в пятый раз за войну и потерял правый глаз.
Всего за время войны совершил 293 боевых вылета на истребителях И-16, ЛаГГ-3, Як-1, Як-7 и Як-9, провёл 58 воздушных боёв, в которых сбил лично 12 и в составе группы 6 самолётов противника.
После войны до июля 1945 года продолжал командовать авиаэскадрильей истребительного авиаполка на Западной Украине.
С августа 1945 года майор В. С. Басков — в запасе.
За мужество и героизм, проявленные в боях, Указом Президиума Верховного Совета СССР от 23 февраля 1948 года майору запаса Баскову Владимиру Сергеевичу присвоено звание Героя Советского Союза с вручением ордена Ленина и медали «Золотая Звезда».
В феврале-июне 1948 года работал инспектором по перевозкам и начальником штаба Карело-Финского отдельного авиаотряда ГВФ.
В 1948—1952 годах работал начальником Петрозаводского аэропорта.
в 1952—1959 годах — заместитель командира 69-го авиаотряда по наземным службам (Петрозаводск).
Жил в Петрозаводске, похоронен на Сулажгорском кладбище Петрозаводска.

## Награды и звания
- Герой Советского Союза (23.02.1948)
- орден Ленина (23.02.1948)
- 3 ордена Красного Знамени (8.08.1944; 5.05.1945; 4.06.1945)
- орден Отечественной войны 1-й степени (11.03.1985)
- орден Отечественной войны 2-й степени (18.01.1945)
- орден «Знак Почёта» (7.01.1953)
- медали
- Заслуженный работник народного хозяйства Карельской АССР.

## Семья
Супруга — Клавдия, сын — Сергей.

## Память

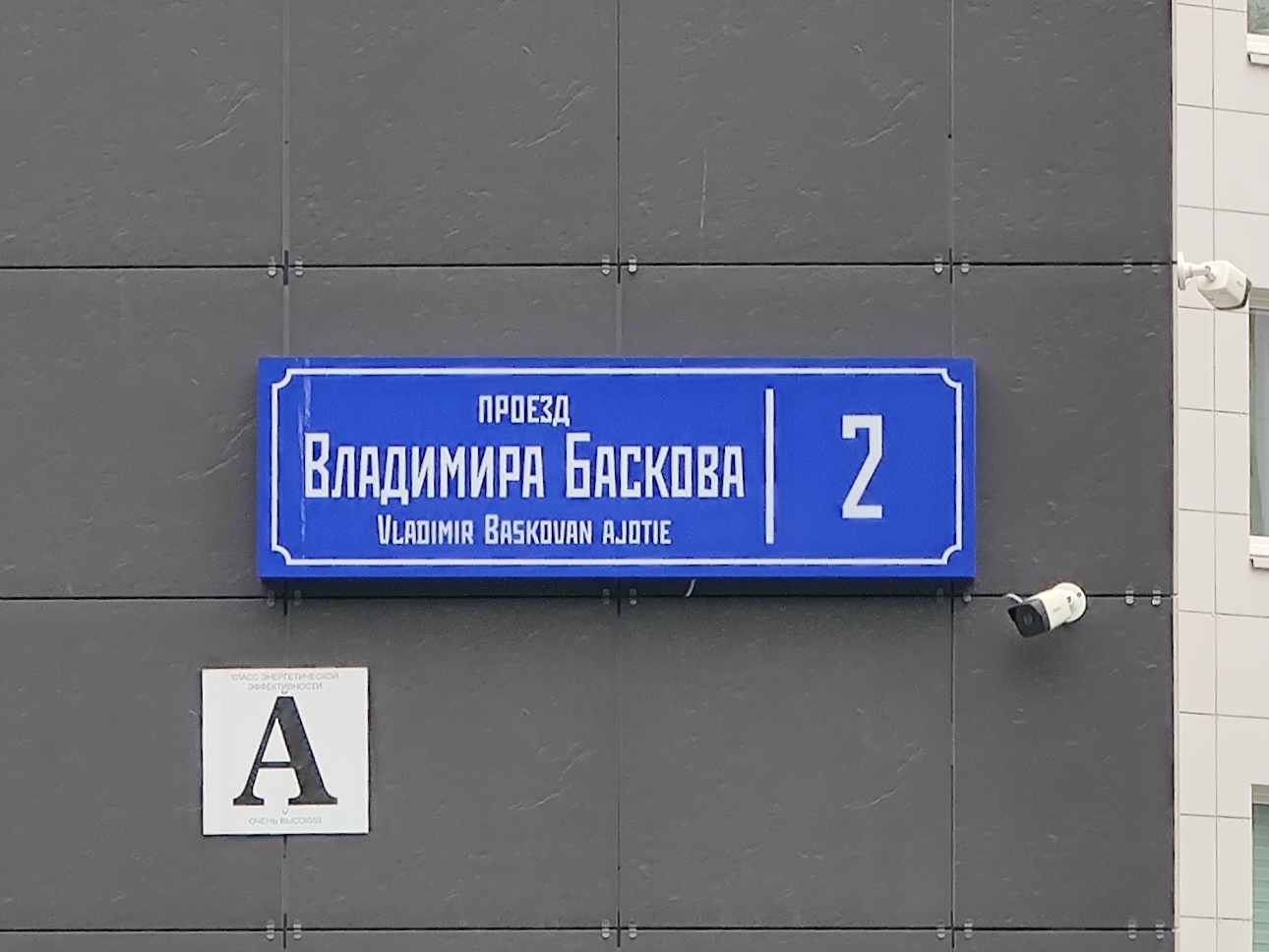
Адресная табличка на доме в проезде Владимира Баскова в Петрозаводске

Портрет В. С. Баскова установлен в Галерее Героев Советского Союза — уроженцев Карелии, открытой в 1977 году в Петрозаводске.
- В Петрозаводске проезд в районе Древлянка назван именем Владимира Баскова.
- 7 мая 2025 года в городе Петрозаводске в проезде Владимира Баскова открыта мемориальная доска в честь героя[7].